# Sông Úc

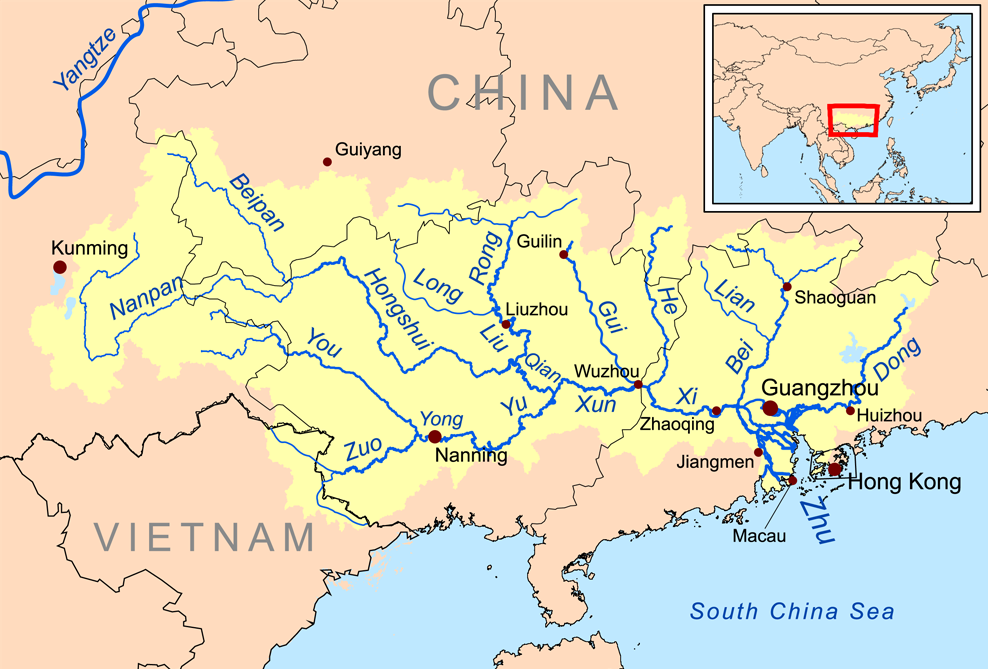
Bản đồ hệ thống sông Châu Giang, Trung Quốc. Sông Úc trên bản đồ này viết là Yu, sông Tả viết là Zuo, sông Hữu viết là You.

Sông Châu Giang (tiếng Trung: 郁江/鬱江, Hán-Việt: Úc giang) là một con sông tại Trung Quốc, được tạo thành từ hai sông là Tả Giang và Hữu Giang, chảy ở phía nam Khu tự trị dân tộc Choang Quảng Tây. Nó là phụ lưu cấp 1 của sông Tây Giang. Úc Giang có hai phụ lưu. Một là là Hữu Giang, bắt nguồn từ địa phận huyện Quảng Nam, Châu tự trị dân tộc Choang, Miêu Văn Sơn, tỉnh Vân Nam. Hai là Tả Giang, bắt nguồn từ trong địa phận Việt Nam (hợp lưu của sông Bằng Giang và sông Kỳ Cùng tại Long Châu, Sùng Tả, Quảng Tây). Hai con sông Tả, Hữu này tại khu vực quận Ung Ninh của địa cấp thị Nam Ninh hợp lại để tạo thành sông Úc, chảy theo hướng tây-đông tới Quế Bình thì hợp lưu với Kiềm giang để tạo ra Tầm giang. Đoạn chảy qua Nam Ninh còn gọi là Ung Giang (邕江). Tổng chiều dài của nó là 1.152 km, diện tích lưu vực đạt 92.253 km², tổng độ cao hạ thấp xuống đạt 1.655 m. Lưu lượng đo tại trạm thủy văn Nam Ninh bình quân nhiều năm đạt 41,12 x 109 m³ hay khoảng 1.303 m³/s.

## Hệ thống sông Tây Giang
| Hệ thống sông Tây Giang | Hệ thống sông Tây Giang | Hệ thống sông Tây Giang | Hệ thống sông Tây Giang | Hệ thống sông Tây Giang |
| ----------------------- | ----------------------- | ----------------------- | ----------------------- | ----------------------- |
|                         |                         |                         | Hạ Giang (贺江)         | Tây Giang (西江)        |
|                         |                         | Li Giang (漓江)         | Quế Giang (桂江)        | Tây Giang (西江)        |
| sông Bắc Bàn (北盘江)   | sông Hồng Thủy (红水河) | Kiềm Giang (黔江)       | Tầm Giang (浔江)        | Tây Giang (西江)        |
| sông Nam Bàn (南盘江)   | sông Hồng Thủy (红水河) | Kiềm Giang (黔江)       | Tầm Giang (浔江)        | Tây Giang (西江)        |
| Dung Giang (融江)       | Liễu Giang (柳江)       | Kiềm Giang (黔江)       | Tầm Giang (浔江)        | Tây Giang (西江)        |
| Long Giang (龙江)       | Liễu Giang (柳江)       | Kiềm Giang (黔江)       | Tầm Giang (浔江)        | Tây Giang (西江)        |
| Hữu Giang (右江)        | Ung Giang (邕江)        | Úc Giang (郁江)         | Tầm Giang (浔江)        | Tây Giang (西江)        |
| Tả Giang (左江)         | Ung Giang (邕江)        | Úc Giang (郁江)         | Tầm Giang (浔江)        | Tây Giang (西江)        |